# Glenea krusemani
Glenea krusemani là một loài bọ cánh cứng trong họ Cerambycidae.